# Оркестър на щаба на Ленинградския военен окръг
Оркестърът на щаба на Ленинградския военен окръг (на руски: Оркестр штаба Ленинградского военного округа) от 2010 г. Военен оркестър на Западния военен окръг е церемониално подразделение на руските въоръжени сили, което в момента служи в щаба на Западния военен окръг. Групата е един от най-старите военни оркестри в Русия.

## История на оркестъра
Историята му датира от 1882 г., когато император Александър III подписва указ за създаването на Дворцовия духов оркестър. На 1 октомври 1917 г. е издадена заповед за разформироване на групата поради Руската революция. Тя е пресъздадена през февруари 1918 г., само за да бъде разпусната отново три години по-късно през 1921 г. Петроградската градска управа се опитва да пресъздаде друга група за града през 1926 г., която е активна само 4 години до 1 ноември 1930 г., когато е създадена гарнизонна група с Абрам Геншафт, който става първият ѝ диригент. По време на обсадата на Ленинград групата участва в изпълнението на Симфония No 7 на Дмитрий Шостакович (9 август 1942). След войната групата е преименувана на Бенд на Ленинградския военен окръг през 1946 година. Групата в сегашния си вид е активна от септември 2010 г., когато се сливат Ленинградският и Московският военни окръзи, Северният и Балтийският флот.
През 1882 г. за участие в различни битки или представителни сесии е създаден Придворният музикантски хор от разпуснатите оркестри на кавалерийски гвардейски и спасителни кавалерийски полкове, който отначало се състои само от петдесет и седем духови оркестранти и едва след това се допълва от симфонична секция. Оркестърът след Февруарската революция вече не е Придворен а е Държавен оркестър, е оглавен от Сергей Кусевицки, който започва процедура по ликвидацията му. Това е потвърдено със заповед от 1 октомври 1917 г. и музикантите са отстранени от работа.
В началото на 1918 г. е първият опит за създаване на оркестър към Дирекцията на резервните войски на Петроградския военен окръг, но до 1930 г. позицията му е нестабилна: извършена е промяна на подчинението, след това е оркестърът отново е разпуснат, след което пак е възобновен на работа. Ансамбълът е удостоен със статут на Образцов оркестър на Ленинградския военен окръг през 1935 година. Първият му главен капелмайстор е Абрам Михайлович Геншафт.
По време на обсадата на Ленинград (8 септември 1941 – 27 януари 1944), освен военна служба, изпълнявана на фронта, изнася концерти в Дома на Червената армия, по радиото и Голямата зала на Ленинградската филхармония. След войната особено от 1980 г. Военният оркестър на Западния военен окръг участва във празниците на 9 май, 23 февруари и други бележити дати. След войната. оркестрантите под ръководството на Александър Сопов изпълняват първата си програма в мирно време на 1 юли 1945 година. На 18 септември 1982 г. бивши музиканти от оркестъра на Ленинградския военен окръг, заедно с други участници в премиерата на Симфония № 7 по време на блокадата, стават почетни гости-изпълнители на концерт в Голямата зала на Ленинградската филхармоия, посветен на 40-годишнината от свалянето на блокадата. Това са фаготистът Григорий Захарович Еремкин, валдхорните Павел Константинович Орехов и Борис Александрович Петров, тромпетистите Николай Александрович Носов и Александър Федорович Поклад, тромбонистът Самуел Аронович Иделсон, барабанистът Жавдет Караматулович Айдаров. Участниците в паметния концерт, тромпетистът В. А. Вахрамеев и тубистът И. З. Мурзенков, не доживяхват да видят паметната юбилейна вечер.